# Camptodontornis
Camptodontornis is een geslacht van uitgestorven vogels uit het Vroeg-Krijt van het huidige China, behorend tot de Enantiornithes. De enige benoemde soort is Camptodontornis yangi.

## Vondst en naamgeving
Bij Hujiayingzigouli in de prefectuur Chaoyang in Liaoning, werd het fossiel gevonden van een kleine vogel.
In 2010 werd de typesoort Camptodontus yangi benoemd en beschreven door Li Li, Gong Enpu, Zhang Lidong, Yang Yajun en Hou Lianhai. De geslachtsnaam betekent 'gebogen tand'. De soortaanduiding eert Yang Shurui die het stuk prepareerde.
De soort was gebaseerd op holotype SG2005-B1, gevonden in een laag moddergesteente van de Jiufotangformatie die volgens de beschrijvers dateert uit het Aptien maar later werd gedateerd in het vroege Albien. Het bestaat uit een gedeeltelijk skelet met schedel. Bewaard zijn gebleven: de schedel, de onderkaken, vier halswervels, een synsacrum, de schoudergordel, het borstbeen, het vorkbeen, een vleugel en een schaambeen van het bekken.
In 2012 werd er door Matthew P. Martyniuk op gewezen dat de naam Camptodontus reeds bezet was door de kever Camptodontus Dejean 1826. In 2019 publiceerde de Amerikaan Vahe Demirjian daarom de vervangingsnaam Camptodontornis, waarbij dus het Oudgrieks ornis, 'vogel', aan de oorspronkelijke naam werd toegevoegd.
In 2014 en 2015 stelden sommige onderzoekers dat de soort een jonger synoniem was van Longipteryx chaoyangensis. De soort is door Michael Mortimer ook wel beschouwd als een Longipteryx yangi. Mortimer wees erop dat het holotype in bouw identiek lijkt te zijn aan een minder volledig specimen uit dezelfde formatie, DNHM D2566 dat in 2009 door Jingmai Kathleen O'Connor in haar dissertatie werd toegewezen aan een Longipteryx sp. In 2012 werd geopperd dat de soort identiek kon zijn aan Boluochia.

## Beschrijving
De beschrijvers wezen op verschillende onderscheidende kenmerken in de abstract. Het vorkbeen is Y-vormig. Het ravenbeksbeen is verbreed met een hol uiteinde. Het borstbeen heeft een zijuitsteeksel met een  verbreed uiteinde. Het taxon verschilt speciaal van typische Enantiornithes in bepaalde kenmerken van de schedel. De kaken zijn lang, dik en robuust. De tanden zijn sterk naar achteren gekromd. Het voorhoofdsbeen heeft een robuuste onderzijde. De hoofdtekst bevatte een formele diagnose maar die is niet strikt opgebouwd uit autapomorfieën, unieke afgeleide eigenschappen. De schedel is driemaal langer dan hoog. De premaxillaire tanden zijn groot en kegelvormig. De premaxillaire tanden staan wijd uiteen. Alle tanden zijn sterk naar achteren gekromd. Het voorhoofdsbeen is breed en plat. Het dentarium is lang. De dentaire tanden zijn gelijkend op maar korter dan de tanden in de praemaxilla. De voorste halswervels hebben zadelvormige gewrichtsfacetten. Het borstbeen heeft een kiel die doorloopt tot over de achterzijde. Het buitenste achterste uitsteeksel van het borstbeen is slank met een licht verbreed uiteinde. Het binnenste achterste uitsteeksel van het borstbeen is kort. De ellepijp is 10 procent langer dan het opperarmbeen. Het spaakbeen heeft ongeveer driekwart van de breedte van de ellepijp. 
Volgens Mortimer hebben het holotype en DNHM D2566 een kenmerk gezamenlijk dat duidelijk afwijkt van Longipteryx: de aanzienlijker tandgrootte. Als DNHM D2566 een volwassen exemplaar is en het holotype een onvolgroeid dier zou dit kenmerk niet eenvoudig te verklaren zijn door ontogenie.
De schedel heeft een lengte van zesenvijftig centimeter. De schedel van DNHM D2566 is zeven centimeter lang en lijkt van een volwassen exemplaar te zijn. De spitse kop draagt minstens drie tanden in de bovenkaak. Die zijn groot en dolkvormig in zijaanzicht maar misschien niet overdwars afgeplat. De minstens drie tanden in de onderkaak zijn wat kleiner.

## Fylogenie
Camptodontornis werd in 2010 in de Longipterygidae geplaatst. Dit was echter niet gebaseerd op een exacte kladistische analyse.

## Levenswijze
Uit de tandvorm concludeerden de beschrijvers dat Camptodontornis een roofdier was dat op de grond op prooien joeg.